# Добринін Микола Миколайович
Добринін Микола Миколайович (17 серпня 1963 , Таганрог, Ростовська область ) — радянський і російський актор театру і кіно. Заслужений артист Росії (2001).

## Біографічні відомості
Народився 17 серпня 1963 року. в Таганрозі. Закінчив акторський факультет Державного інституту театрального мистецтва (1985) в Москві.
З 1994 р. — актор незалежної студії Алли Сігалової і Театру Романа Віктюка.

## Громадська позиція
З червня 2017 року знаходиться в чистилищі бази «Миротворець». Внесений за свідоме порушення державного кордону України, незаконну гастрольну діяльність в окупованому Росією Криму.

## Театральні роботи
- «Покоївки» — Клер (Театр «Сатирикон», 1988, потім — Театр Романа Віктюка, 1991)

## Фільмографія
Грав у фільмах:
- «Потрібні люди» (1986, будівельник Коля)
- «Прощавай, шпано замоскворецька…» (1987, Гаврош (Вітька), злодій і насильник)
- «Биндюжник і Король» (1989, 2 а, Льова Кацап)
- «Містифікатор» (1990)
- «Феофанія, яка малює смерть» (1991, Авдей; СРСР—USA, Одеська кіностудія)
- «Поїзд до Врукліна» (1995)
- «Літні люди» (1995, Крапілкін)
- «На ножах» (1998, Горданов)
- «Білий танець» (1999)
- «Сімейні таємниці» (2001, т/с, Росія)
- «Охоронці пороку» (2001, т/с, Росія-Україна)
- «Сібірочка» (2003, т/с, Росія, князь Гордов)
- «Сестри по крові» (2005—2006, т/с, Росія-Україна)
- «Блазень і Венера» (2008)
- «Рідні люди» (2008, т/с, Росія-Україна)
- «Торкнутися неба» (2008, Росія-Україна)
- «Свати» (2008—2013, т/с, Україна)
- «Вербна неділя» (2009, т/с, Росія, прийомний батько Павли, чоловік Дусі;)
- «Серафима прекрасна» (2010, т/с, Росія, Андрій Короленко)
- «Кульбаба»(2011, Росія-Україна)
- «Байки Мітяя» (2012, т/с, Україна; Дмитро Олександрович Буханкін він же Мітяй)
- «Будинок з лілеями» (2014, т/с, Росія-Україна; Дементій Харитонович Шульгін, друг Говорова)
- «Кавказька полонянка!» (2014, шахрай Бовдур) та ін.